# Edward Espe Brown

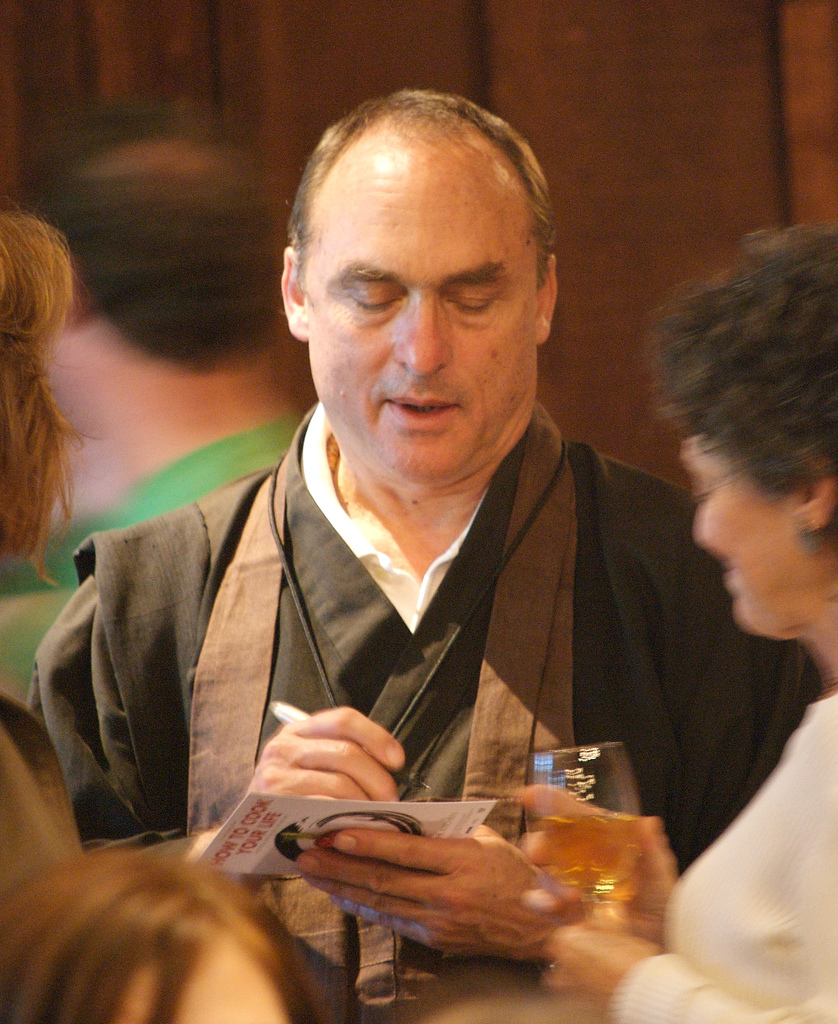

Edward Espe Brown (geboren am 24. März 1945) ist ein US-amerikanischer Zen-Meister, Lehrer und Buchautor.
Edward Brown praktiziert Zen seit 1965, war Schüler von Suzuki Shunryū und wurde von diesem 1971 zum Sōtō-Zen-Priester ordiniert. 1996 erhielt er die Dharma-Übertragung von Mel Weitsman. Neben Zen und Zen-Kochkursen unterrichtet er Yoga und Qigong, unter anderem am San Francisco Zen Center, im Zen-Kloster Daihizan Fumonji in Eisenbuch (Deutschland), im Haus der Stille in Dienten (Österreich), im „Felsentor“ in Vitznau (Schweiz) und am Buddhistischen Zentrum Scheibbs. Brown wurde durch den Dokumentarfilm How to Cook Your Life aus dem Jahre 2007 von Doris Dörrie auch einem breiteren Publikum im deutschsprachigen Raum bekannt.

## Kindheit
Edward Browns Mutter starb, als er drei Jahre alt war. Der Vater entschied, seine Söhne Edward und Dwite nach San Anselmo, Kalifornien in ein Kloster zu geben, anstatt sie zu Verwandten nach South Dakota zu schicken. Dort konnte er sie regelmäßig besuchen. Der Vater heiratete vier Jahre später, und die Söhne kehrten nach Hause zurück.
1955 flohen Dwite und Edward nach Falls Church und besuchten ihre Tante Alice. Deren selbstgebackenes Brot inspirierte Edward, selbst zu backen. Er nannte ihr Brot fabelhaft köstlich (fabulously delicious). In Doris Dörries Film wundert er sich, dass US-Amerikaner dieses weiche Toastbrot essen, anstatt qualitativ hochwertiges selbstgebackenes Brot.
Brown lernte elf Jahre später bei den Chefs von Tassajara Brot backen. 

## San Francisco
Edward Brown lebte im Green Gulch Farm Zen Center. Er schrieb 1970 das The Tassajara Bread Book. Es wurde 2003 neu aufgelegt. 750.000 Stück wurden bisher verkauft, und 3.000 Exemplare werden heute noch jährlich verkauft. Von Mitte 1960er bis in die Mitte der 1980er Jahre war Brown Manager, Koch und Zen-Lehrer im Tassajara Zen Mountain Center, Green Gulch Farm Zen Center und im San Francisco Zen Center.
Von Sojun Mel Weitsman wurde er in den Zen eingeweiht. 1971 wurde er als Zen-Priester von Shunryu Suzuki ordiniert. Er gab ihm den Dharma-Namen Jusan Kainei (Longevity Mountain, Peaceful Sea). Ed Brown veröffentlichte 2002 Suzukis Buch Not Always So.
Edward Brown half bei der Gründung von Greens Restaurant in San Francisco mit. Er und die Gründungschefin Deborah Madison schrieben 1987 gemeinsam das Kochbuch The Greens Cookbook.

## Spätere Jahre
Edward Brown führte die Peaceful Sea Sangha in Fairfax in Marin County, Kalifornien. Er ist Mitglied der Soto Zen Buddhist Association. Brown unterrichtet Zen und Meditation. Außerdem gibt er Back- und Kochkurse in Zen-Zentren in den USA, in Kanada, der Schweiz, Österreich und in Deutschland. Brown lehrt, dass jeder Teig unterschiedlich ist, so wie jeder Tag unterschiedlich ist (every dough is different, just as every day is different). Er lehrt, dass Leben und Backen zu der gleichen Erkenntnis führen, nämlich die Entwicklung von Aufmerksamkeit und Achtsamkeit.
Ed Brown ist in der Lage, Qigong und Yoga zu verbinden. Er empfiehlt stets eine Lebensveränderung durch Veränderung der Handschrift einzuleiten.

„When you’re cooking, you’re not just cooking, 
you’re not just working on food
... you’re also working on yourself, 
you’re working on other people. 
 
Wenn Du kochst, dann kochst Du nicht nur, 
Du arbeitest nicht nur an der Nahrung, 
sondern Du arbeitest zur gleichen Zeit an Dir selbst 
und auch an den anderen Menschen!“

## Schriften
Einige Bücher Browns, die Zen-Buddhismus mit dem Kochen verbinden, wurden auch ins Deutsche übersetzt:
- Das Tassajara-Kochbuch. Aurum, Freiburg im Breisgau 1975, ISBN 3-591-00008-6.
- Das Tassajara-Brotbuch. Aurum, Freiburg im Breisgau 1976, ISBN 3-591-08024-1.
- Das Zen-Kochbuch für vegetarische Feinschmecker. Scherz, Bern 1986, ISBN 3-502-67082-X.
- Das neue Tassajara-Brotbuch. Theseus, Zürich 1987, ISBN 3-85936-016-7.
- Das Zen-Kochbuch für Vegetarier. Heyne, München 1994, ISBN 3-453-06993-5.
- Das Lächeln der Radieschen. Zen in der Kunst des Kochens. dtv, München 1998, ISBN 3-423-24137-3.
- Interview mit seinem Bruder Dwite Brown